# بابيلون (فرقة)
بابيلون (Babylone) فرقة موسيقية جزائرية تغني باللهجة الجزائرية تأسست في أواخر عام 2012. إشتهرت بأغنية زينا (Zina) والتي حصلت على أكثر من 86 مليون مشاهدة على موقع اليوتيوب.
نالت الفرقة جائزتي أحسن فرقة موسيقية جزائرية وأفضل أغنية عن «زينا» عام 2013، في حفل توزيع «جوائز الموسيقى الجزائرية 2014».

## الفرقة
تكونت الفرقة في عام 2012، وكانت تشمل في البداية ثلاثة أصدقاء: جمال محمد أمين المغني-المؤلف، بالإضافة إلى صديق طفولته رحيم الهادي عازف قيثارة وملحن القادم من عائلة فنية والتي ترجع أصولهم لقورايا بولاية تيبازة، وصديقهم رمزي عيادي من قسنطينة عازف قيثارة وأيضا ملحن.
إكتملت تشكيلة الفرقة مع انضمام كل من رفيق شامي (عازف قيثارة)، فؤاد تركي (النقر) ورضوان نهار (session musician)، بعدها إستقرت الفرقة وبدأت بكتابة أول ألبوم. في يونيو 2013 تم أصدار ألبوم برية (رسالة)، يحتوي على عشر أغنيات.

## الأسلوب والنمط
خلقت الفرقة صوت جديد للموسيقى الجزائرية مع خلط حميمي بين الموسيقى الجزائرية والغربية، مستوحى من مختلف الأنماط الإقليمية الجزائرية، خلط التأثيرات الأندلسية والعربية والمتوسطية، الشرقية والإفريقية.
تكتب الفرقة أغانيها باللهجة الجزائرية، بلون جديد وأسلوب محدد يعطي لمسة جزائرية لموسيقى العالم.

## الأعضاء
- أمين محمد جمال (غناء، غيتار)
- رحيم الهادي (غيتار)
- رمزي العيادي (غيتار)
- فؤاد تركي (قرع)
- رضوان نهار (البيس)
- رفيق شام (غيتار)

## أعمال

### ألبومات
- 2013: برية

### أغاني فردية
- 2012: زينا
- 2014: كحلت لعيون
- 2017: بكيتيني
- 2018: علاش
- 2018: لا لا

## روابط خارجية
- الصفحة الرسمية

## مقالات أخرى
- فريكلان